# Pteronymia alina
Pteronymia alina är en fjärilsart som beskrevs av Richard Haensch 1909. Pteronymia alina ingår i släktet Pteronymia och familjen praktfjärilar. Inga underarter finns listade.